# باشگاه فوتبال فاس
باشگاه دپورتیوو فوتبالیستاس آسوشیادوس سانتانکوس که معمولاً به عنوان فاس شناخته می‌شود، یک باشگاه فوتبال حرفه‌ای از السالوادور مستقر در سانتا آنا است.
این تیم در لیگ برتر فوتبال السالوادور، لیگ برتر حرفه‌ای کشور، رقابت می‌کند. نام مستعار تیم، لوس تایگرز (ببرها) است. فاس در ۱۶ فوریه ۱۹۴۷ تأسیس شد. این تیم بازی‌های خانگی خود را در ورزشگاه اسکار کویتینو، سومین ورزشگاه بزرگ السالوادور انجام می‌دهد.
این باشگاه یک رقابت دیرینه با آگویلا و آلیانزا دارد و تنها سه باشگاهی هستند که هرگز به دسته دوم سقوط نکرده‌اند. مسابقات بین آنها به عنوان کلاسیکو شناخته می‌شود. فاس همچنین دربی محلی را مقابل ایسیدرو متاپان بازی می‌کند.
فاس موفق‌ترین باشگاه فوتبال السالوادور با بالاترین پایه هواداران است. در داخل کشور، این باشگاه رکورد ۱۹ عنوان قهرمانی لیگ ملی را به دست آورده است. در رقابت‌های بین‌المللی، فاس یک جام باشگاهی به رسمیت شناخته شده از سوی فیفا دارد که به همراه آلیانزا و آگویلا به عنوان تنها باشگاه السالوادوری هستند که به آن دست یافته‌اند. آنها یک جام قهرمانان کونکاکاف را به دست آورده‌اند و در جام کوپا اینترامریکانا ۱۹۷۹ به مقام دوم دست یافته‌اند و در جام اونکاف اینترکلوب در سال ۱۹۸۰ مقام سوم را کسب کرده‌اند.

## افتخارات

### داخلی
- لیگ برتر السالوادور: ۱۹ قهرمانی
- جام خطوط هوایی آمریکا: ۱ قهرمانی
- چالش فوتبال کلاسیک کوپا السالوادور: ۱ نایب قهرمانی
- جام استقلال ادسا: ۱ نایب قهرمانی

### بین‌المللی
- جام قهرمانان کونکاکاف: ۱ قهرمانی
- جام اونکاف اینترکلوب: ۱ نایب قهرمانی
- کوپا اینترامریکانا: ۱ نایب قهرمانی

## بازی‌های تاریخی
- فاس ۰–۲ راسینگ
- فاس ۰–۴ بوتافوگو
- فاس ۱–۲ مالمو
- فاس ۱–۲ کروزیرو
- فاس ۰–۴ بارسلونا
- فاس ۱–۷ پالمیراس
- فاس ۱–۲ بوتافوگو
- فاس ۱–۴ کروزیرو
- فاس ۰–۰ بانگو
- فاس ۲–۲ بوکا جونیورز
- فاس ۱–۰ نیویورک کاسموس